# Hanguk-gyeongje-Partei
Die Hanguk-gyeongje-Partei (koreanisch: 한국경제당, Transliteration: Hanguk-gyeongje-dang, in Deutsch: Koreanische Wirtschaftspartei) ist eine konservative Oppositionspartei in Südkorea, die am 14. März 2016 unter dem Namen Pro-Ban Vereinigungspartei (친반통일당) gegründet wurde. Dies geschah im Hinblick auf die versuchte Rekrutierung Ban Ki-moons als Kandidat für die Präsidentschaftswahl in Südkorea 2017. Seit 2. März 2020 trägt die Partei ihren aktuellen Namen.
Die Partei nahm an der Parlamentswahl in Südkorea 2016 teil, erreichte jedoch lediglich 0,04 % der Wählerstimmen. Seit dem Übertritt der Gukhoeabgeordneten Lee Eun-jae von der Mirae-tonghap-Partei im März 2020, verfügt die HGP über einen Sitz in der Nationalversammlung.